# 鳞果令箭
鳞果令箭是仙人掌科红尾令箭属的一个种，分布于巴拿马和哥斯达黎加。鳞果令箭曾被认为是昙花属的一种，但分子系统发生学研究表明它属于红尾令箭属。